# 梅利奥内克
梅利奥内克（法語：Mellionnec，法語發音：[mɛljɔnɛk]）是法国阿摩尔滨海省的一个市镇，位于该省西南部，属于甘冈区。

## 地理
梅利奥内克（48°10'29"N, 3°17'47"W）面积24.22 平方千米，位于法国布列塔尼大區阿摩尔滨海省，该省份为法国西北部沿海省份，位于布列塔尼半岛北部，北濒大西洋英吉利海峡，西接菲尼斯泰尔省，南至莫尔比昂省，东临伊勒-维莱讷省。
与梅利奥内克接壤的市镇（或旧市镇、城区）包括：朗戈埃朗、普卢赖、普洛埃迪特、罗斯特勒南、格洛梅勒、莱斯库厄古阿雷克、普莱洛夫、普卢盖内韦勒。

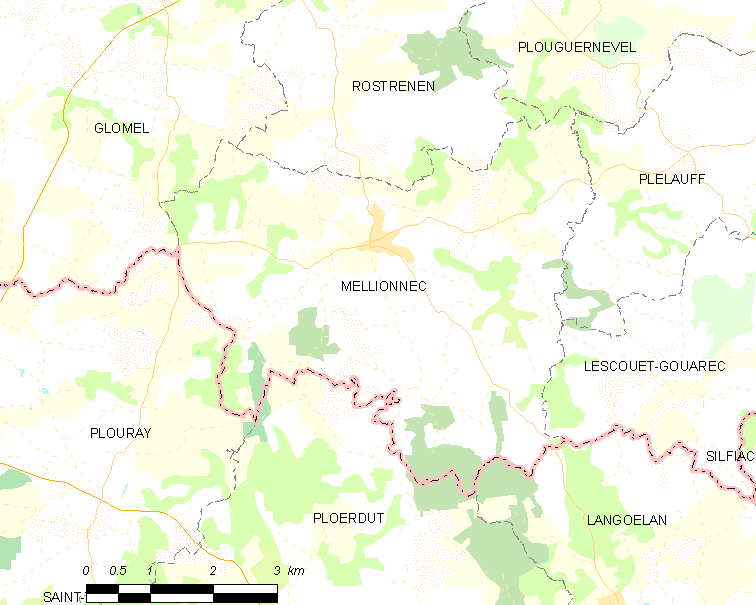
梅利奥内克的OSM定位图

梅利奥内克的时区为UTC+01:00、UTC+02:00（夏令时）。

## 行政
梅利奥内克的邮政编码为22110，INSEE市镇编码为22146。

## 政治
梅利奥内克所属的省级选区为罗斯特勒南县。

## 人口

1962-2008年间梅利奥内克人口变化图示

梅利奥内克于2022年1月1日时的人口数量为420人。